# 羅世勛
罗世勋（1883年—1943年），号伟章，四川内江人。中国民主革命家。

## 生平
罗世勋早年到京求学，逐渐产生反清思想。清朝宣统二年（1910年），他和黄复生、汪精卫、喻培伦等人谋划炸死摄政王载沣，他主持守真照像馆作为机关。事情败露后，他被捕入狱，被判处有期徒刑10年。武昌起义后，他获释并参加了京津同盟会分会，任交通。其间，他曾参与策划滦州起义，还参与了杨禹昌等人炸袁世凯、彭家珍炸良弼等刺杀事件。
中华民国成立后，他因为反对袁世凯称帝而被捕入狱。1916年出狱，回家乡兴办实业。 1943年去世。